# Diocèse de Huesca
Le diocèse de Huesca (en latin : Diœcesis Oscensis ; en espagnol : Diócesis de Huesca) est un diocèse de l'Église catholique en Espagne, suffragant de l'archidiocèse de Saragosse. L'évêché est à Huesca avec la cathédrale de la Transfiguration.

## Territoire

Carte des diocèses d'Espagne avec le diocèse de Huesca en vert.

## Histoire
La tradition veut que le christianisme soit arrivé au Ier siècle avec la prédication de saint Jacques le Majeur et saint Paul. Lors des persécutions du IIIe siècle et IVe siècle, on note une présence chrétienne à Huesca (Osca romana), le diocèse se glorifie d'être le lieu de naissance de saint Orencio et sainte Paciencia, parents de saint Laurent, diacre et martyr à Rome le 10 août 258 et patron principal du diocèse de Huesca. C'est également dans cette ville que naît saint Vincent (diacre de saint Valère, évêque de Saragosse), qui subit le martyre le 22 janvier 304 à Valence sous l'empereur Dioclétien.
La première mention documentée d'un évêque basé sur le territoire de Huesca apparaît au début du IVe siècle au concile d'Elvire, le plus ancien concile d'Espagne dont on conserve les actes, vers l'an 306, un certain évêque Janvier de Fibularia signe les actes du concile. Fibularia désigne la ville de Calagurris Fibularia dépendante de Huesca depuis le Ier siècle av. J.-C. et actuellement identifiée au site archéologique romain de Calaborra situé à Bolea (es).
Osca Romana pourrait avoir été un évêché, cependant, les noms des plus anciens évêques qui sont parvenus de sources fiables à notre connaissance appartiennent au VIe siècle, avec les Wisigoths en Hispanie et le développement d'un christianisme plus contemplative et monastique lors de la décomposition de la puissance romaine et le remplacement par les barbares, la Sierra de guara et les chaînes de montagnes extérieures à Huesca sont des lieux où sont fondés des monastères, refuge de nombreux ermites comme saint Victorien d'Asán (es), abbé du monastère d'Asán qui devient un vrai séminaire de la Tarraconaise.
Le diocèse est officiellement érigé en 533, suffragant du diocèse de Tarragone avec Elpide (522-546) comme 1er évêque. Gabin, évêque de 576 à 600 est présent au IIIe concile de Tolède le 8 mai 589, sa signature scelle l'abjuration de l'arianisme du roi Récarède Ier et sa conversion à la foi catholique. En 598, a eu lieu à Huesca un conseil de la province ecclésiastique tarraconaise. Ordulf, successeur de Gabin, participe en 633 au IVe concile de Tolède et en 638, VIe concile de Tolède. Eusèbe, 6e évêque, est présent au VIIIe concile de Tolède en 653.
Beaucoup d'évêques de Huesca de cette époque sont liés au monastère saint Martin de Asán, outre Vincent (557-576), qui fait profession religieuse en 551 comme diacre et lègue ses biens au monastère du temps de l'abbé saint Victorien, d'autres évêques de Huesca sont premièrement abbés de saint Martin de Asán, comme Audebert, qui étant abbé, assiste comme vicaire l'évêque Gadiscle au XVe concile de Tolède en 683 puis comme évêque, signe en 693 les actes du XVIe concile de Tolède. De plus des évêques d'autres diocèses ont été moines de saint Martin de Asán comme saint Gaudiose de Tarazona (es), Aquilin de Narbonne, Tranquilin de Tarragone et Eufronime de Zamora.
En 711, les Arabes envahissent la péninsule Ibérique et en prennent bientôt la majeure partie : en 714, ils atteignent Saragosse et la vallée de l'Èbre. Huesca capitule en 719, et une minorité de chrétiens emporte les reliques de leurs églises et prennent la route de l'exil dans les vallées cachées pyrénéennes, y résidant au cours des 380 années de domination musulmane à Huesca, soit à Siresa où sera fondé le monastère Saint-Pierre, à Sasabe avec le monastère Saint-Adrien, et également le monastère Saint-Jean de la Peña et le monastère de San Pedro (es), ce seront des lieux de refuge pour les anciens évêques de Huesca devenus évêques itinérants sous le titre d'évêques d'Aragon.
Parmi ceux qui ne fuit pas, une grande partie adopte la foi musulmane des envahisseurs et sont appelés muladies qui gardèrent leurs terres et dans certains cas, des postes importants dans la gouvernance musulmane tels que Amrus ben Yusuf, général de l'émir Al-Hakam Ier et gouverneur de Tolède en 797 alors que la communauté mozarabe sous réserve du paiement de l'impôt (djizîa) garde la foi et le culte chrétien autour du monastère saint Martin d'Asán (probablement siège épiscopal mozárabe du VIIIe siècle au Xe siècle) et dans la ville de Wasqah, Huesca musulmane, où les saintes Élodie et Nunilone, seront martyres pendant la domination musulmane. Le diocèse comprenait alors le territoire des Pyrénées centrales au nord, de la vallée de Ansó par l'ouest jusqu'à la rivière Cinca à l'est, qui, à la fin du Xe siècle était une partie reconquise et chrétienne autour de deux noyaux isolés, le comté d'Aragon (autour de la vallée de la rivière Aragon) et le comté de Sobrarbe. Le diocèse comprenait également une zone islamisée centrée autour de Wasqah et Barbastro.
Lorsque la fille de Galindo II Aznárez, Andregoto Galíndez donne le titre de comte aux rois de Navarre par mariage, une augmentation de reconquête et de repopulation se produit avec l'arrivée de mozarabes de la Marche supérieure. En 922, l'évêque de Pampelune, Galindo, consacre Ferriol comme évêque d'Aragon.
Au-delà du Cinca, le territoire pyrénéen est suffragant de l'archidiocèse de Narbonne en lien avec le diocèse d'Urgell jusqu'à ce que les comtes de Ribagorza obtiennent non seulement l'indépendance politique de l'autre côté des Pyrénées mais aussi leur indépendance ecclésiastique par le moyen d'un évêque itinérant (Arnulf en 888) et nommer évêque de leur territoire, un membre de la famille régnante, Aton, à l'époque de Raymond Ier de Pallars-Ribagorce Ramón de Pallars-Ribagorza Ier. C'est seulement au milieu du Xe siècle sous Ramón II de Ribagorza (es) le comté obtient de Narbonne la création d'un évêché propre basé à Roda de Isábena récemment reconquis aux Arabes.
Lors de la reconquête de la ville de Huesca par le roi Pierre Ier d'Aragon en novembre 1096, le siège de Huesca est restauré. À partir de cette date, la vie religieuse de Huesca est beaucoup mieux connue.